# M.K. Muthu
Muthuvel Kalaignar Muthu (ur. 14 stycznia 1948 w Thirukkuvalai, zm. 19 lipca 2025 w Ćennaj) – indyjski aktor, polityk i piosenkarz. Najstarszy syn filmowca i polityka Muthuvela Karunanidhiego.

## Filmografia

### Jako aktor[5]
- Pillayo Pillai (1972)
- Ingeyum Manithargal (1975)
- Nambikkai Natchathiram (1975)
- Ellam Avale (1977)

### Śpiew w playbacku w piosenkach filmowych[6]
- Maatu Thavani